# Dictyna volucripes
Dictyna volucripes es una especie de araña araneomorfa del género Dictyna, familia Dictynidae. Fue descrita científicamente por Keyserling en 1881.
Habita en América del Norte.